# Ястреб курайшитов
Ястреб Курайшитов, или Ястреб Курайш (араб. صقر قريش‎), — эмблема, встречающаяся на гербах ряда арабских государств и территорий.  
Сокол издавна был популярным символом на древнем Ближнем Востоке. Например, Гор — одно из самых значительных божеств Древнего Египта — обычно изображался как человек с головой сокола или просто как сокол с распростертыми крыльями.  
Однако современное значение сокола как символа возникло с появлением политического арабского национализма после распада Османской империи и создания нескольких хашимитских королевств, возводивших свой род к Хашиму ибн Абд Манафу (прадеду пророка Мухаммада). С возникновением множества независимых арабских государств возникла потребность в новых символах, одним из которых стал Ястреб курайшитов. 
Хашимитские правители утверждают, что их родословная прослеживается вплоть до Бану Хашим — клана пророка Мухаммеда и некоторых из самых важных фигур в раннем исламе. Существует теория, что племя курайшитов изображало ястреба на своём знамени, хотя это остаётся недоказанным утверждением. Таким образом, использование ястреба в качестве символа несет важную легитимизирующую функцию. Соколы и ястребы рассматриваются арабами как символы статуса, входят в число любимых животных у арабов. 
В символике ястреб курайшитов появляется так же часто, как и Орёл Саладина. Известно несколько вариантов ястреба. Впервые использован на гербе Сирии в 1945 году. На груди птицы обычно располагается щиток, окрашенный в цвета государственного флага.

## Примеры гербов

Герб Сирии (1945—1958, 1961—1963 гг.)
Герб Сирии (1963—1972 гг.)
Герб Кувейта
Герб Объединённых Арабских Эмиратов
Герб Эмирата Абу-Даби
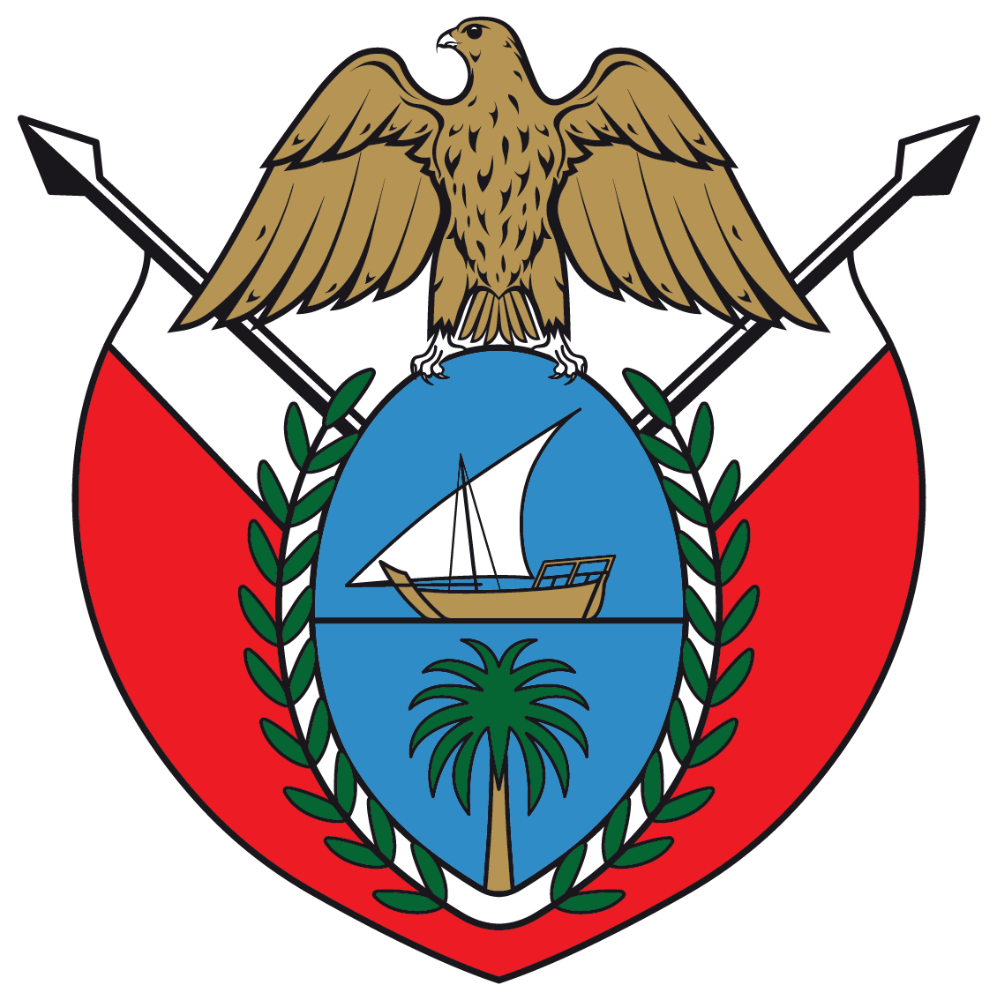
Герб Эмирата Дубай
Герб Федерации Арабских Республик (1972—1977 гг.)
Герб Ливийской Джамахирии (1977—2011 гг.)
Герб Сирии (1980—2024 гг.)
Герб Сирии (2024-2025 гг.)
Герб восточного правительства Ливии (с 2015 г.)
Эмблема Армии освобождения Палестины